# ミハイル・トムスキー

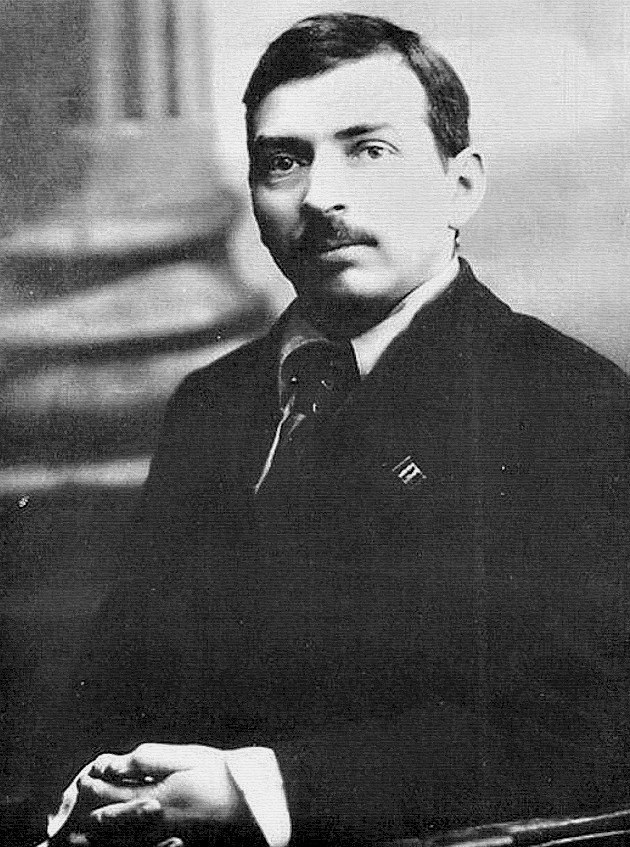
ミハイル・トムスキー

ミハイル・パヴロヴィチ・トムスキー（Михаи́л Па́влович То́мский, 1880年10月31日 - 1936年8月22日）は、ロシアの工場労働者、労働組合主義者、ボリシェヴィキ指導者。全ロシア労働組合中央評議会議長。本名はイェフレモフ (Ефре́мов) 。

## 生涯
サンクトペテルブルク近郊のコルピノで生まれたトムスキーは、自身の解雇の結果、サンクトペテルブルクのその工場に労働組合を作ろうとした。彼の労働運動は、政治的に過激となり、社会主義へと導かれ、1904年にロシア社会民主労働党へ入党、やがては党内のボリシェヴィキ派に参加した。
トムスキーは、エストニア（当時はロシア帝国領）に移り、そこでロシア第一革命に関わった。彼は「レーヴェリ労働者代議士ソビエト」 (Revel Soviet of Workers' Deputies) 及び「レーヴェリ金属労働者組合」 (Revel Union of Metal Workers) の設立を支援した。 トムスキーは逮捕され、シベリアに追放された。
彼は脱走し、サンクトペテルブルクへ帰還して、そこで「彫刻家・石版画家組合」 (Union of Engravers and Chromolithographers) の議長となった。
1908年、トムスキーは逮捕され、その後フランスに亡命したが、1909年にはロシアに帰国した。彼は政治活動故に再び逮捕され、重労働5年の判決を受けた。
1917年の二月革命後、彼は臨時政府により釈放され、モスクワに移り、そこで十月革命に参加した。
1920年、彼は赤色労働組合インターナショナル書記長となった。彼は1919年3月に中央委員、1921年に組織局員、1922年4月に政治局員に選出された。

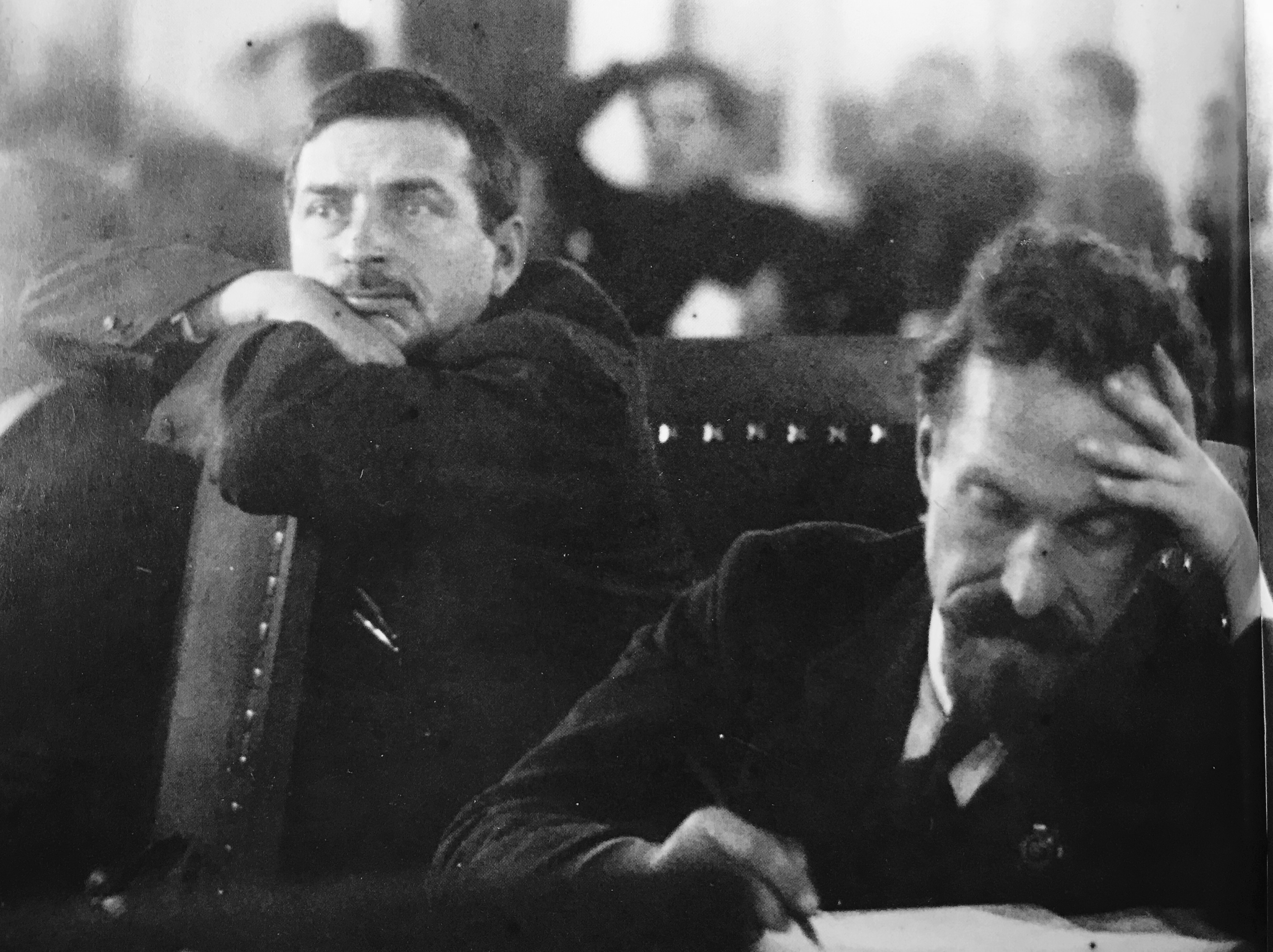
ルイコフ（右）とトムスキー

トムスキーは、1920年代に共産党穏健派（右派）を指導したニコライ・ブハーリン及びアレクセイ・ルイコフと手を組んだ。彼らは共に、1924年レーニン死後の党内闘争において、ヨシフ・スターリン派と連携し、左翼反対派（レフ・トロツキー、レフ・カーメネフ、グリゴリー・ジノヴィエフ、等により指導）の粛清を支援した。
1928年、スターリンはその矛先をかつての同盟者へと向け、1929年4月の中央委員会総会でブハーリン、ルイコフ、トムスキーを打ち負かし、1929年5月にトムスキーを労働組合運動の指導者の地位から解任した。トムスキーはソビエト化学工業の責任者となり、1930年までその地位にあった。
1930年7月の第16回党大会以降、彼は政治局員に再選されず、1934年1月の17回大会までは中央委員会の正委員に留まっていたが、同大会で彼は投票権のない委員候補に降格させられた。
1932年5月、トムスキーは国家出版局の長となり、1936年8月まで務めたが、ジノヴィエフ・カーメネフの第一回モスクワ裁判において、テロリストと関係したと非難された。モスクワ近郊ボリシェヴォのダーチャにおいて、彼はNKVDに逮捕されるよりも、拳銃自殺を選んだ。
その死後、ブハーリンやルイコフ等に対する第三回モスクワ裁判（1938年3月）で、トムスキーは国家反逆とその他の罪で告発された。責任をとらされた息子は16歳で逮捕され20年間を政治犯収容施設ですごしている。ペレストロイカ期の1988年、ソビエト政府はトムスキーの全ての容疑を取消し、名誉を回復した。

## 参考
- Politicheckie deyateli Rossii 1917: Biograficheskij slovar'. Moscow, 1993. Excerpts available online.
- Robert C. Tucker, Memoir of a Stalin Biographer